# Sint-Antonius van Paduakerk (Essen)

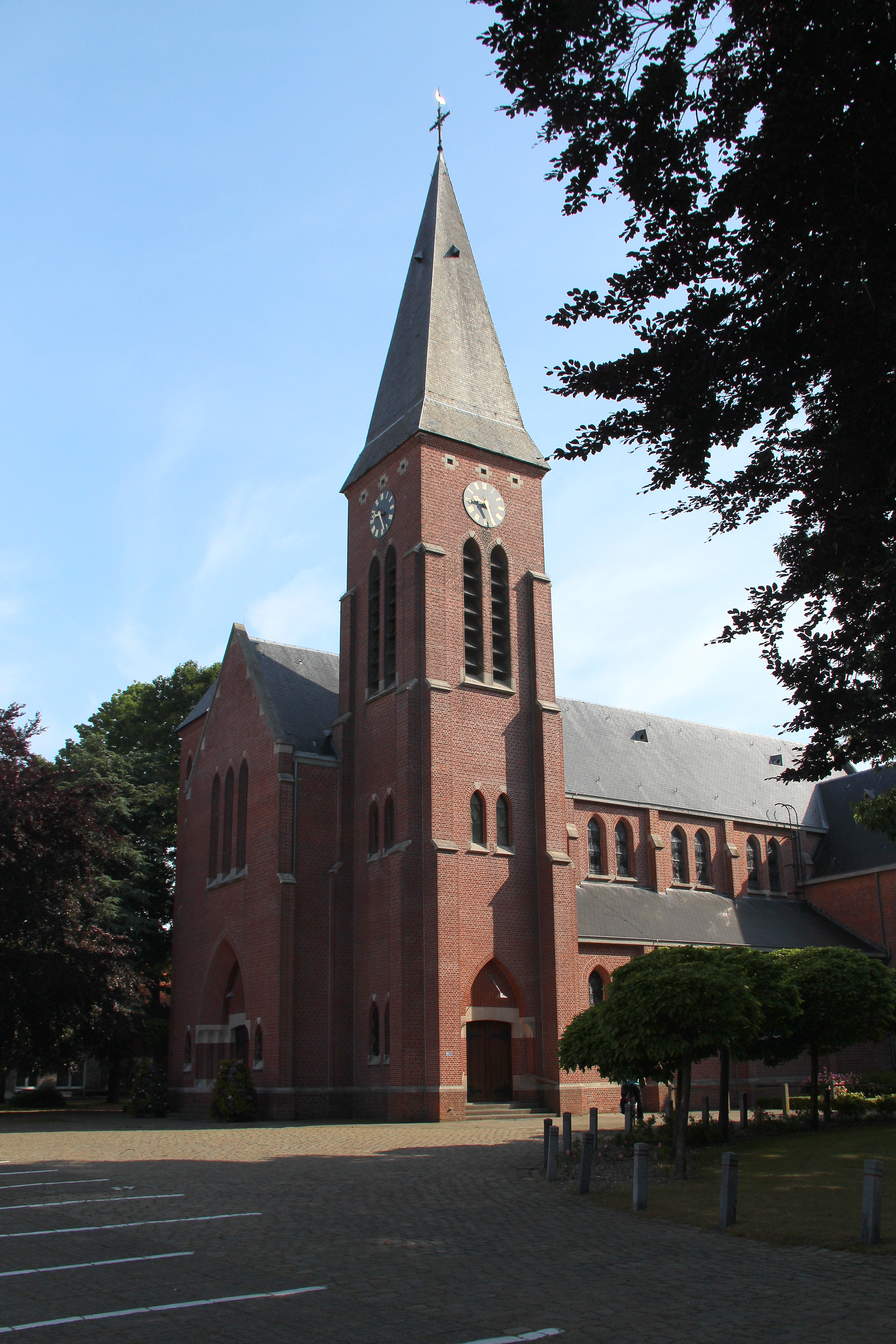
Sint-Antonius van Paduakerk

De Sint-Antonius van Paduakerk is een parochiekerk in de Antwerpse plaats Essen, gelegen aan de Kerkstraat.

## Geschiedenis
Na 1854 ontstond bij het Station Essen een woonwijk. In 1905 werd hier een parochie gesticht en een kerk werd gebouwd in 1907-1908. Deze kerk werd zwaar beschadigd tijdens de Tweede Wereldoorlog en hersteld in 1946-1951.

## Gebouw
Het betreft een georiënteerde bakstenen driebeukige kruisbasiliek met een vijfzijdig afgesloten koor en een naastgebouwde westtoren. Het interieur wordt overkluisd door houten spitstongewelven.